# Jehan Purtyck
Jehan Purtyck (ook bekend als: Johan Purtijck Evertsz., Jan Evertsz. Purtijk, Jan Purtyck, Jan Purtijck en Jan Purtyck Evertsz.) was van 1545-1582 in dienst van het Hof van Holland; in 1545 als substituut-griffier en van 1546-1582 als secretaris. 
Op 2 november 1546 legde hij zijn eed af. Later was zijn zoon werkzaam voor het Hof van Holland, Zeeland en West-Friesland. Op 11 november 1553 kocht hij een jaarrente van 6 karolus gulden. In 1566 werd hij vermeld als weesmeester, bestuurder van een weeshuis, bij de Haagse bestuurders. In 1567 werkte hij samen met Jacob van Quesnoy en schreef, als secretaris, een manuscript voor het Hof van Holland. Op 9 augustus 1573 schonk hij aan arme weeskinderen in "den Hage" (Den Haag).
Zijn zoon Johan Jansz. Purtijck was van 1582-1599 extraordinaris secretaris en van 18 oktober 1599-1632 secretaris van het Hof van Holland, Zeeland en West-Friesland. Hij volgde zijn vader op. Hij overleed in 1632.